# Stadion Miejski w Bačkiej Topoli
Stadion Miejski – nieistniejący już stadion sportowy w Bačkiej Topoli, w Serbii. Został otwarty w 1933 roku, w 2018 roku dokonano jego rozbiórki. Obiekt mógł pomieścić 3000 widzów. Swoje spotkania rozgrywali na nim piłkarze klubu FK Bačka Topola. W latach 2019–2021 w jego miejscu wybudowano nowy stadion piłkarski, TSC Arena.